# Dastan Kasmamitov
Dastan Kasmamitov (en kirguís i rus: Дастан Касмамытов) o Danik (nascut en 1991/1992), és un activista kirguís dels drets LGBTIQ, desenvolupador de programari i alpinista. Fou un dels primers kirguisos a sortir de l'armari davant dels mitjans de comunicació.

## Biografia
Kasmamitov és membre dels comitès directius del Fòrum Mundial sobre els HSH i el VIH i de la Coalició Eurasiàtica sobre la Salut Masculina, membre de la junta directiva de Labrys, cofundador del Col·lectiu Feminista de Bixkek SQ i coordinador d'Indigo Kirguís, LGBTIQ Initiative i Youth Initiative.
Kasmamitov va estudiar en la Universitat Metropolitana d'Oslo (Noruega), la Universitat Lliure de Berlín (Alemanya), la Universitat Americana de l'Àsia Central (el Kirguizstan) i el Pierce College (els Estats Units). Actualment viu a Alemanya on treballa de desenvolupador de programari freelance per empreses emergents o tecnològiques.

## Activisme
El 2014, durant l'habitual revisió periòdica del Comitè de Drets Humans, l'òrgan que controla el compliment del Pacte Internacional de Drets Civils i Polítics, que va sotmetre al Kirguizstan, sis membres de dues organitzacions LGBT entre els quals Dastan van presentar un demolidor informe al Comitè que relatava l'homofòbia present no només en la societat sinó també en l'estat, inclús els polítics i la policia. A més, consideren que l'estat kirguís ha violat 12 articles documentant diversos fets entre els quals el cas de Kasmamitov. Ell es va presentar en una conferència de premsa sobre un informe d'Human Rights Watch sobre la violència policial contra els homosexuals i bisexuals a Kirguizstan. Com a resultat de la seva sortida de l'armari i del seu activisme, va rebre almenys 30 amenaces de mort, que van ser denunciades a les autoritats kirguises.
Kasmamitov va viatjar amb bicicleta des de l'Àsia central fins a Alemanya i va fundar la Pink Summits (en català: Cims Roses), una campanya per a conquerir els 7 Cims en nom de la visibilitat de les persones LGBT. Quan va arribar al cim de l'Elbrús, una muntanya russa que es troba molt a prop de Txetxènia, una regió on el col·lectiu LGBTIQ està durament perseguit, va publicar fotos amb la bandera de l'orgull LGBT. Després quan va voler abandonar el país, fou detingut a la frontera de Geòrgia i Rússia pels serveis d'intel·ligència russos durant diverses hores segons explica en una entrevista.